# كنيسة سيولا المعمدانية التبشيرية
كنيسة سيولا المعمدانية التبشيرية أو كنيسة سيولا المجتمعية، هي كنيسة تاريخية تقع في سيولا، في ولاية آيوا الأمريكية. مبنى الكنيسة هو المبنى الوحيد المتبقي من البلدة السابقة، ومثال نادر ومبكر لمبنى كنيسة بإطار في ولاية آيوا. أُنشِئ مكتب بريد سيولا في عام 1855، وكان أول مكتب في مقاطعة مونتغمري. لذا كانت القرية تتألف من عدد قليل من المتاجر والكنيسة ومكتب البريد.
تأسست الكنيسة المعمدانية في كانون الثاني 1869 مع تسع عائلات. تم شراء أرض الكنيسة من العضو جون يرغي في حزيران 1871، وخصصوا كنيستهم الصغيرة في 30 حزيران 1872. كلفهم بناؤها 1600 دولار. كما اشتروا أرضًا من يرغي عام 1882 لإنشاء مقبرة. ظلت الكنيسة مصلًّى معمدانيًّا حتى عام 1929. ثم تم استخدام مبنى الكنيسة لمجموعة متنوعة من الوظائف المجتمعية حتى أُعيد تكريسها لتصبح كنيسة سيولا المجتمعية في عام 1946. واستمر استخدامها في وظائف المجتمع والانتخابات. غُيِّر مكان الكنيسة في عام 1970، وتولت البلدة ملكية المبنى في عام 1980. وأُضيف إلى السجل الوطني للأماكن التاريخية في عام 1983.